# مارکوس اسکارسون
مارکوس اسکارسون (انگلیسی: Markus Oscarsson؛ زادهٔ ۹ مهٔ ۱۹۷۷) قایقران کایاک اهل سوئد بود.